# Out of Reach
Out of Reach — дев'ятий студійний альбом німецького краут-рок гурту Can, виданий у 1978 році на лейблі Harvest Records. Це їхній десятий офіційний студійний альбом, не враховуючи компіляцій, таких як Unlimited Edition.

## Передумови і запис
Басист-засновник і продюсер Хольгер Чукай покинув гурт перед початком запису Out of Reach. Вважається, що частково через відхід Чукая басист Роско Ґі та ударник Ребоп Кваку Баа домінували у звучанні гурту на цьому альбомі. Барабанщик Які Лібецайт на той час втратив інтерес до гурту, залишивши більшу частину перкусійних обов'язків Баа. Клавішник Ірмін Шмідт відмовився грати на «Give Me No 'Roses», тож на цьому треку на клавішних грали Ґі та Баа. Однак гітарні соло Міхаеля Каролі на альбомі є відсиланням до старого звучання Can.

## Музика
Роско Ґі виконує вокал у піснях «Pauper's Daughter and I» (цитуючи дитячий віршик «Jack and Jill») та «Give Me No 'Roses», а є автором цих двох треків. П'ять інших пісень («Serpentine», «November», «Seven Days Awake», «Like INOBE GOD» та «One More Day») є інструментальними. Простіша версія «November» була названа «Mighty Girl» у 1975 році на сесії для шоу Джона Піла на BBC.

## Реліз
Out of Reach неодноразово перевидавався як подвійний CD з релізом Can 1979 року Can (також відомим як Inner Space за назвою студії звукозапису гурту) і самостійно у кількох версіях на одному CD, наприклад, на лейблі MagMid у Великій Британії, але його було важче знайти, ніж інші альбоми Can. Будучи єдиним альбомом Can без участі Хольгера Чукая (наступний альбом Can мав деякі правки від Чукая), він був відкинутий гуртом протягом багатьох років (звідси його досить безсистемна історія перевидань) і не був вказаний як частина дискографії на їхньому офіційному сайті. Він не був виданий ні в рамках перших перевидань більшості альбомів гурту на Spoon Records у 1989 році, ні в ремастированому виданні Super Audio CD у 2006 році, на відміну від усіх інших студійних альбомів Can.
Нарешті, 18 серпня 2014 року він був офіційно перевиданий лейблом Spoon Records на CD, вінілі та в цифровому форматі.

## Відгуки критиків
Ретроспективний огляд Out of Reach на Allmusic похвалив гру Ґі на бас-гітарі за створення джазового звучання, але також назвав «Pauper's Daughter and I» (який вони помилково назвали «The Pauper's Daughter») і «Like Inobe God» двома найгіршими записами Can. В огляді кар'єри Can журналіст Енді Гілл висловив думку, що Ґі і Баа «здається, нав'язують занадто суворе відчуття ритму до колись вільної музики Can, яка була розбавлена безглуздими реґі-рифами». Він назвав Out of Reach «поганим альбомом».

## Трек-лист
Всі пісні написані Міхаелем Каролі, Яки Лібецайтом, Ірміном Шмідтом, Роско Ґі і Ребопом Кваку Баа, крім випадків, коли зазначено.
| Сторона 1 | Сторона 1                      | Сторона 1  |
| #         | Назва                          | Тривалість |
| --------- | ------------------------------ | ---------- |
| 1.        | «Serpentine»                   | 4:03       |
| 2.        | «Pauper's Daughter and I» (Ґі) | 5:57       |
| 3.        | «November»                     | 7:37       |

| Сторона 2 | Сторона 2                | Сторона 2  |
| #         | Назва                    | Тривалість |
| --------- | ------------------------ | ---------- |
| 4.        | «Seven Days Awake»       | 5:12       |
| 5.        | «Give Me No 'Roses» (Ґі) | 5:21       |
| 6.        | «Like Inobe God»         | 5:51       |
| 7.        | «One More Day»           | 1:37       |

## Персоналії

### Музиканти
Can
- Яки Лібецайт — барабани
- Міхаель Каролі — гітара, скрипка на «Roses»
- Ірмін Шмідт — клавішні
- Роско Ґі — бас, вокал на «Roses» і «Pauper's Daughter and I», родес-піано на «Roses», фланк-бас на «Seven Days Awake» і «Serpentine»
- Ребоп Кваку Баа — перкусія, Polymoog на «Roses», вокал на «Like Inobe God»

### Інший персонал
- Рене Тіннер — звукорежисер
- Конні Планк — зведення
- Хільдегарда Шмідт — менеджер
- A. Бакгаузен — фотографія, дизайн обкладинки